# Креатор лутака
Креатор или дизајнер лутака је особа која дизајнира, креира или облачи лутке. Луткарство је уметност прављења лутака које су функционалне и могу се применити у позоришној луткарској представи, тако да испуне своју улогу, тј. прикажу лик како је редитељ одредио, а да притом омогућавају глумцу-аниматору да то релативно лако може да оствари. Лутке у луткарском позоришту су углавном дизајниране да се користе уз помоћ руку, штапа, конаца итд. Врло често се у историји луткарства дешавало да су креатори лутака били уједно и лутка-мајстори, и глумци-аниматори.
Креатор лутака у позоришту почиње свој рад тако што разговара са редитељем представе и притом овлаш црта скице на пакпапиру. На овим скицама се тек назире оно што ће се остварити на крају започетог уметничког процеса у симбиози ова два одговорна лица. Скице прерастају у прецизне техничке цртеже које се даље шаљу у радионицу лутка-мајстора, где ће се уз поступке тесања, дубљења, зарезивања, лепљења, траксловања, шмирглања и облачења све више радити на оживљавању лика чији завршни процес удахњивања живота бива препуштен глумцу са лутком - аниматору.